# Quanti anni hai
Quanti anni hai è uno dei quattro brani estratti come singoli dall'album Canzoni per me, il dodicesimo album in studio di Vasco Rossi pubblicato dall'etichetta discografica EMI il 20 agosto 1998.